# Ahar
Ahar es una ciudad y capital del shahrestán de Ahar, en la provincia iraní de Azerbaiyán Oriental.
La ciudad es conocida por sus alfombras. Según algunos etimólogos, la denominación de Ahar —llamada Meymand antes de la Conquista musulmana de Irán— procede del nombre en idioma árabe del fresno común, abundante en la región. Según otros, es un derivado de la voz irania hur («Sol»), relacionada con cultos mitraicos preislámicos.
Ahar es una de las antiguas ciudades de Azerbaiyán, "Ahar" o "Ahrich" fue la principal ciudad de la región de Qaredagh.
En los siglos XII y XIII, Ahar formaba parte de un joven y próspero  emirato gobernado por la dinastía Pishteginí de Georgia (1155 a 1231). 